# Berendrecht

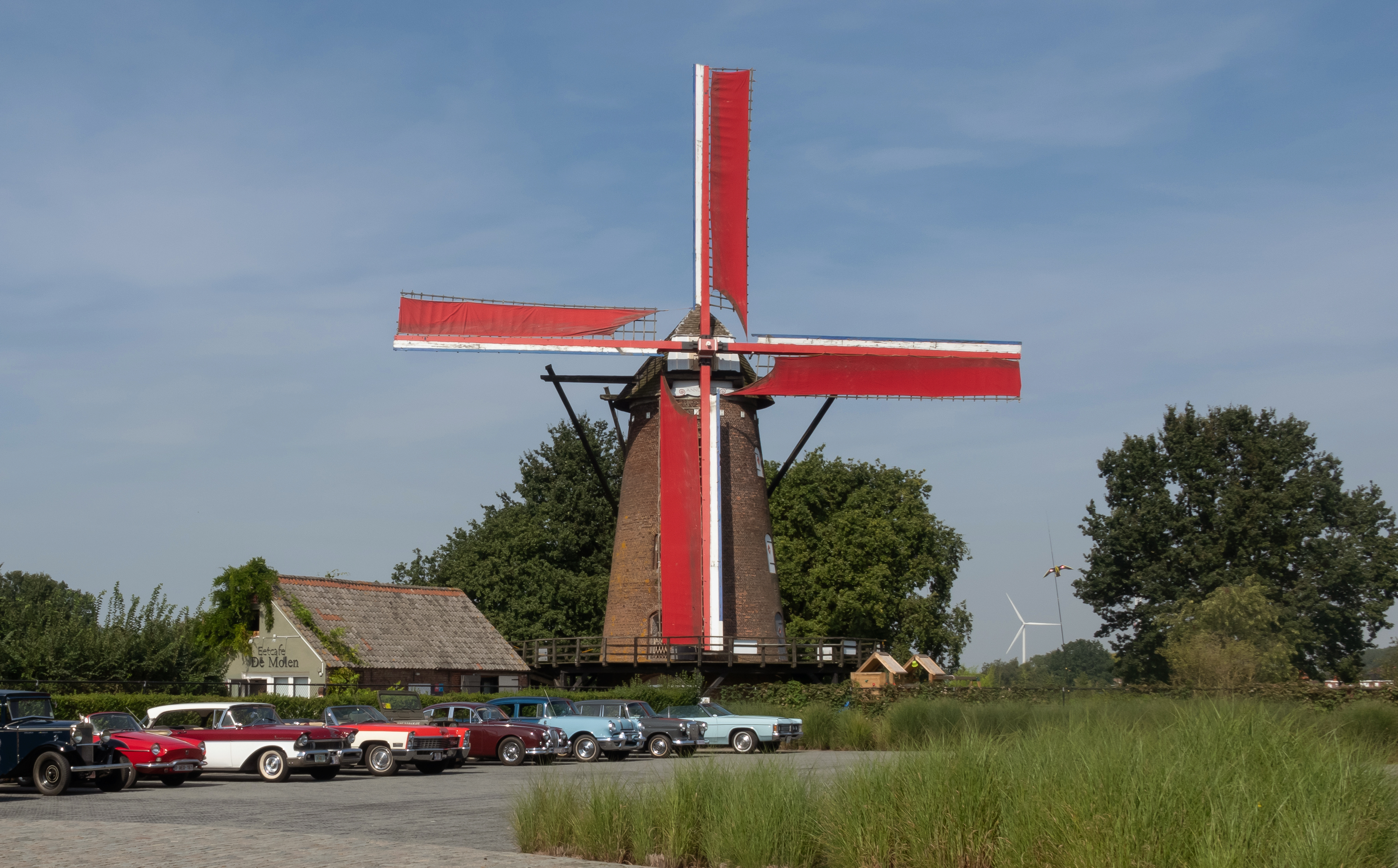
Berendrecht, moara: Buitenmolen

Berendrecht este un sat din districtul Berendrecht-Zandvliet-Lillo, care aparține orașului Anvers, în provincia cu același nume, în Regiunea Flamandă.
A fost o comună de sine stătătoare până la fuziunea sa cu Lillo și Zandvliet, la 1 ianuarie 1958, pentru a forma districtul actual.

## Istorie

### Evul Mediu
Este o fostă parohie cunoscută încă din 1184 și 1212 ca feudă a lui Godfried van Schoten, senior de Breda. Istoria localității Berendrecht a fost întotdeauna strâns legată de lupta împotriva apelor.
Timp de secole, constructorii de diguri au luptat cu mijloace rudimentare pentru a proteja nucleul locuit împotriva furiei apelor. Satul a fost inundat în repetate rânduri și parțial distrus, mai ales în secolele al XIII-lea, al XIV-lea, al XVI-lea și al XVII-lea. Când Berendrecht a fost înghițit de ape în 1328, centrul satului a fost mutat pe terenuri mai înalte, cedate de municipalitatea Zandvliet. În februarie 1953, satul a fost din nou inundat, pentru ultima oară până în prezent.
Satul a suferit de asemenea puternic din cauza ocupațiilor străine și a fost adesea prins în conflictul dintre Țările de Jos de Nord și spanioli. Cei doi beligeranți au utilizat frecvent strategia inundațiilor deliberate pentru a forța capitularea cetății Lillo, a fortului astăzi dispărut Fort Frederik-Hendrik din Berendrecht (desființat în 1785), precum și a cetății din Zandvliet. Populația a fost mereu victima avansului constant al forțelor militare și al ocupațiilor străine.
Monnikenhof a fost fondat în secolul al XV-lea, o reședință elegantă pentru acea vreme, dotată cu curți și iazuri. A aparținut abatelor și seniorilor de la Abația Sfântul Mihail din Anvers. Monnikenhof era situat pe locul unde se află în prezent cartierul „Viswater”.

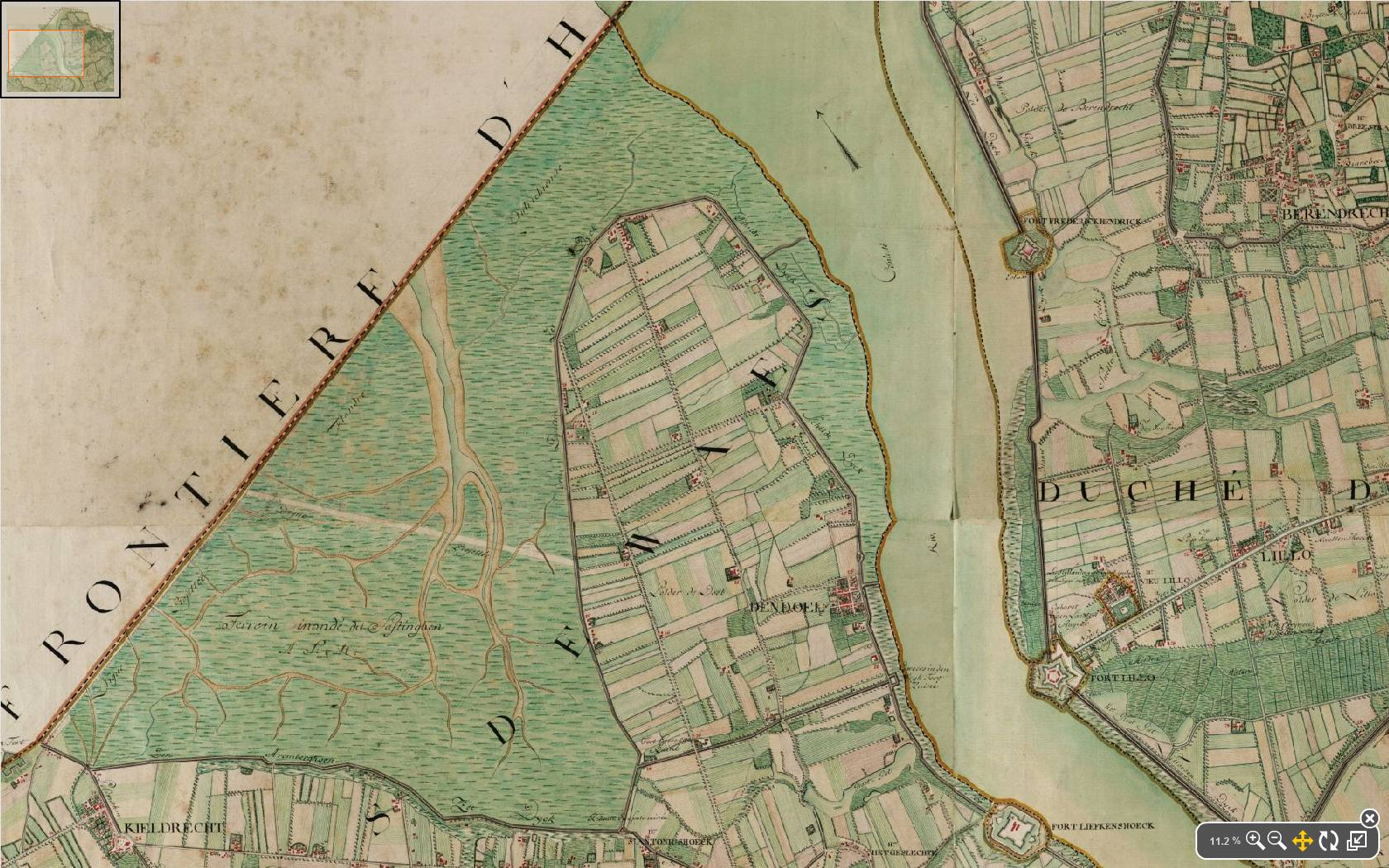
Menționarea localității Berendrecht (sus, în dreapta) pe o hartă realizată în 1775 de Joseph Johann Ferraris (1726–1814).

### Epoca modernă
Între 1937 și 1939, a fost construit Canalul antitanc de la Anvers (Antitankgracht) la granița dintre Berendrecht și Stabroek, cu scopul de a apăra Anversul împotriva eventualelor atacuri ale tancurilor inamice.
În 1958, Berendrecht, Zandvliet și Lillo au fost integrate în Anvers, iar peisajul polderelor a fost în mare parte transformat prin exproprieri pentru extinderea portului. Începând cu descentralizarea din anul 2000, aceste trei foste comune, care împart codul poștal 2040, au fost reunite sub denumirea de district Berendrecht-Zandvliet-Lillo, uneori abreviat Bezali.

## Demografie
- Surse: INS, 1831 până în 1947 = recensăminte[1]